# Powiat jaworski
Powiat jaworski – powiat w Polsce, położony w środkowej części województwa dolnośląskiego. Siedzibą jego władz jest miasto Jawor.

## Podział administracyjny
Powiat jaworski powstał 1 stycznia 1999 roku wskutek reformy administracyjnej, której jednym z aspektów było wprowadzenie powiatów jako drugiego szczebla administracji, pomiędzy województwami i gminami.
Został stworzony z części województw legnickiego (miasto Jawor oraz gminy Męcinka, Mściwojów, Paszowice i Wądroże Wielkie) oraz jeleniogórskiego (gmina Bolków). Terytorium powiatu zostało określone w kształcie zbliżonym do tego, jaki posiadał on przed swoją likwidacją w 1975 roku. W jego skład weszła gmina Wądroże Wielkie, w 1975 roku należąca do powiatu legnickiego; z drugiej strony, należąca wówczas do powiatu jaworskiego gmina Dobromierz w 1999 roku weszła w skład powiatu świdnickiego.
Z powiatem jaworskim graniczą jednostki:
- powiat legnicki od północy,
- powiaty średzki i świdnicki od wschodu,
- powiaty kamiennogórski i wałbrzyski od południa,
- powiaty karkonoski i złotoryjski od zachodu.

W skład powiatu wchodzi 6 gmin: 1 miejska, 1 miejsko-wiejska oraz 4 wiejskie. Na jego terenie położone są dwa miasta: Bolków oraz Jawor.
| Gmina   | Gmina           | Gmina | Gmina           | Pow. (2025) | Ludność (2024) | Siedziba        |
| TERYT   | Typ             | Nazwa | Nazwa           | Pow. (2025) | Ludność (2024) | Siedziba        |
| ------- | --------------- | ----- | --------------- | ----------- | -------------- | --------------- |
| 0205011 | miejska         |       | Jawor           | 18,80       | 20 298         | —               |
| 0205023 | miejsko-wiejska |       | Bolków          | 152,54      | 9497           | Bolków          |
| 0205032 | wiejska         |       | Męcinka         | 147,84      | 5222           | Męcinka         |
| 0205042 | wiejska         |       | Mściwojów       | 71,81       | 3943           | Mściwojów       |
| 0205052 | wiejska         |       | Paszowice       | 101,10      | 4181           | Paszowice       |
| 0205062 | wiejska         |       | Wądroże Wielkie | 89,05       | 3681           | Wądroże Wielkie |

## Pokrycie terenu
Powiat jaworski według danych z 2025 roku zajmował powierzchnię 581,14 km², co stanowiło 2,9% powierzchni województwa dolnośląskiego. Pod względem powierzchni zajął 19. lokatę spośród 26 powiatów w województwie oraz 263. miejsce wśród 314 powiatów Polski. Największą część powierzchni powiatu zajmowały grunty rolne (69,3%) oraz leśne (23,1%). Zabudowanych i zurbanizowanych było 6,1% terenów, zaś pod wodami znajdowało się ich 1,4%.
|  |

## Demografia
Według stanu z dnia 31 grudnia 2024 roku w powiecie jaworskim zamieszkiwało 46 822 mieszkańców: 23 909 kobiet (51,1% ludności) i 22 913 mężczyzn (48,9%), czyli 1,6% ludności województwa dolnośląskiego. Gęstość zaludnienia w powiecie wyniosła 81 osób na km². Pod względem ludności powiat jaworski zajął w 2024 roku 19. miejsce spośród 26 powiatów w województwie oraz 243. lokatę wśród 314 powiatów Polski.
Wskaźnik urbanizacji wyniósł 53,2%; w miastach w tym dniu mieszkało 24 899 osób, zaś na wsi 21 923 osoby.
|  |

|  |  |

## Gospodarka
W końcu listopada 2019 liczba zarejestrowanych bezrobotnych w powiecie obejmowała ok. 1,7 tys. mieszkańców, co stanowi stopę bezrobocia na poziomie 10,6% do aktywnych zawodowo.

## Starostowie jaworscy
Na podstawie źródła:
- Jan Jarosiński (13 listopada 1998 – 23 listopada 2006)
- Stanisław Laskowski (24 listopada 2006 – 19 listopada 2018)
- Aneta Kucharzyk (20 listopada 2018 – 6 maja 2024)
- Michał Bander (od 7 maja 2024)[16]